# Soda rosmarinus
 (janvier 2023).
Si vous disposez d'ouvrages ou d'articles de référence ou si vous connaissez des sites web de qualité traitant du thème abordé ici, merci de compléter l'article en donnant les références utiles à sa vérifiabilité et en les liant à la section « Notes et références ».
Espèce
Synonymes
- Salsola rosmarinus (Bunge ex Boiss.) Eig
- Seidlitzia rosmarinus Bunge ex Boiss.
- Suaeda rosmarinus Ehrenb. ex Boiss.

Soda rosmarinus, aussi appelée eshnan, est une espèce de plantes à fleurs de la famille des Amaranthaceae. C'est une salicorne du désert vivace endémique de la basse vallée du Jourdain, le long de la mer Morte, en Israël et en Jordanie, du désert syrien, du centre de l'Irak (région de Najaf), des régions côtières de l'Arabie saoudite, des îles de Bahreïn, du Qatar et d'Iran. 
Elle est souvent utilisée par les Bédouins pour le nettoyage comme substitut au savon. Dans la littérature arabe médiévale, elle est également connue sous les noms de « ouchnan vert » et de « potasse des blanchisseurs », et utilisée depuis des siècles pour produire du savon nabulsi, comme électuaire dans la préparation de thériaque à utiliser comme traitement des piqûres de scorpion, ainsi que pour extraire le potassium pour d'autres usages médicinaux.

## Description
S. rosmarinus, comme son parent S. ongifolia, comporte des feuilles charnues opposées et des excroissances ailées s'élevant au-dessus du milieu des parties du périanthe en forme d'encoche. Cependant, contrairement à son parent, ce Salsola a des bases de feuilles presque complètement jointes aux nœuds sans aucun canal longitudinal descendant l'entre-nœud. Il contient également une touffe dense de poils blancs à l'aisselle de chaque feuille. La plante est classée comme xérophyte, s'étant adaptée aux endroits avec peu d'eau. Sa floraison à lieu de fin mars à début mai.

## Habitat

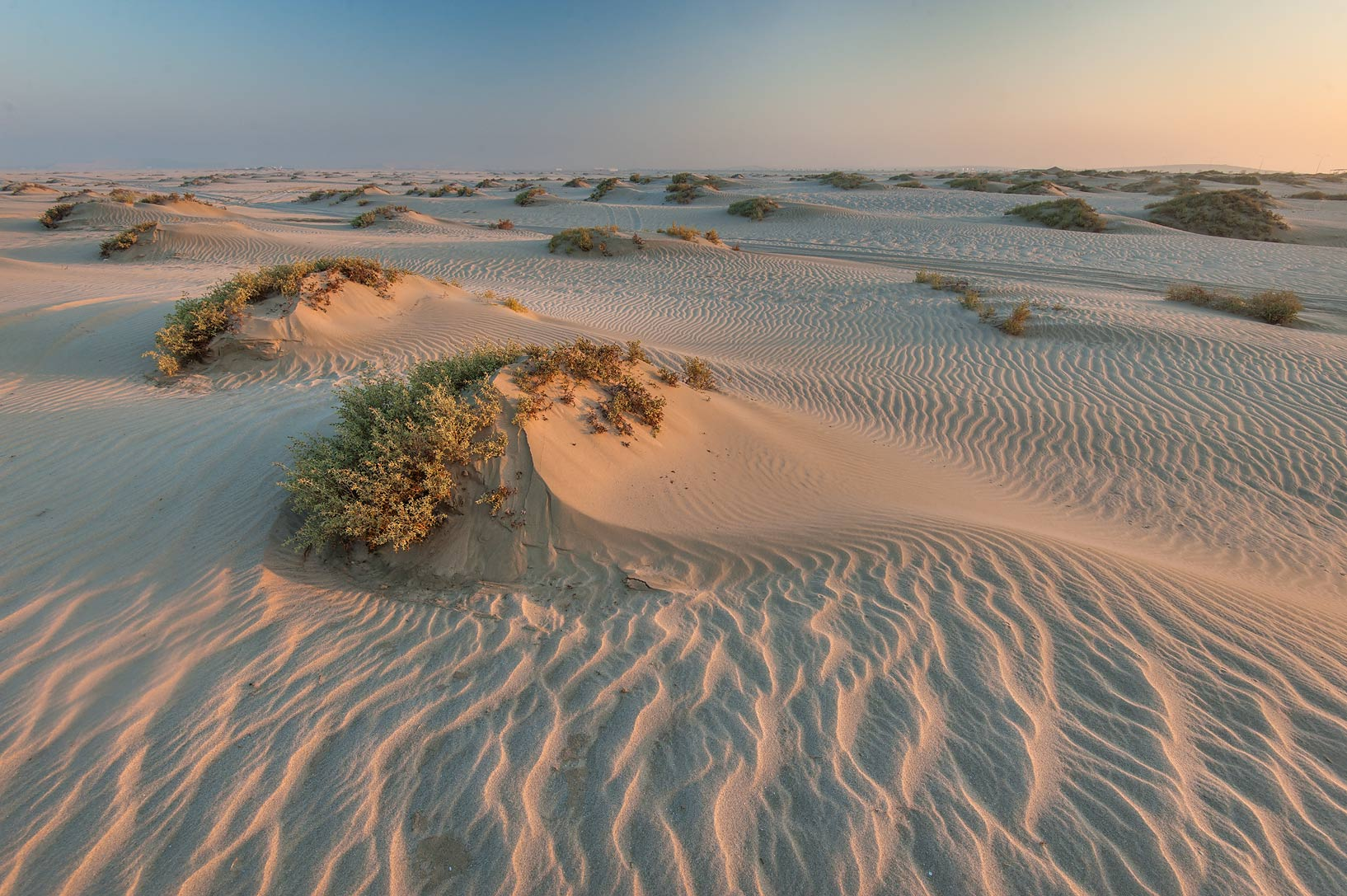
S. rosmarinus poussant sur de petits monticules de sable au Qatar.

La plante se développe principalement dans les zones salines (arabe : sabkha), sur les sols durs, et peut également pousser le long des ravins fluviaux (arabe : wadi) et dans les canaux de drainage qui possèdent des sols alcalins et salins, accumulant ensuite dans ses feuilles une grande quantité de sodium et d'ions chlorure. Elle prospère dans un sol limoneux, très glissant et boueux lorsqu'il est mouillé, mais qui devient dur avec une surface écaillée qui se décompose en une fine poussière lorsqu'il est sec, et on peut surtout la voir pousser sur des buttes dans un tel terrain.

## Utilisations
Selon le savant arabe Al-Tamimi, elle aurait certaines propriétés médicinales, dont celles de prévenir la carie dentaire et de diminuer le saignement des gencives.
On dit aussi qu'elle est utile pour éliminer l'halitose. Une quantité d'un poids d'un dirham (environ 3,31 g à l'époque ottomane) était traditionnellement appliquée avec le doigt sur la partie affectée des gencives dans la bouche, et laissée pendant une heure. Son application, cependant, aurait été assez désagréable en raison de son effet brûlant et de sa forte alcalinité. Après quoi, la bouche est rincée à l'eau froide, puis un gargarisme avec de l'huile de rose persane est réalisé pour aider au refroidissement de la bouche.
Elle prévient les cystites récurrentes chez les femmes de 15 à 50 ans.